# 明治橋 (那覇市)
明治橋（めいじばし）は、沖縄県那覇市にある長さ128 m、片側3車線の橋で、北側に通堂町と東町、南側に奥武山町と垣花町がそれぞれ接している。那覇空港・沖縄本島南部と那覇市街地・沖縄本島中北部とを結ぶ沖縄県の大動脈といえる道路橋で、橋の南端部は国道58号と国道332号の終点（後者は国道331号と重複）、国道331号の起点（1993年3月までは終点）となっており、道路中央にはそれを示すモニュメントがある。明治時代の1883年（明治16年）に最初の橋が完成、現在の橋は4代目（戦後2代目）で1987年（昭和62年）3月に完成した。
また2003年には沖縄都市モノレール（ゆいレール）開通にあわせて、明治橋より東側に位置し壺川駅のある同市壺川の国道329号那覇東バイパスと奥武山町の奥武山公園との間に北明治橋（歩行者専用道路橋）が完成した。

## 明治- 戦前

### 初代明治橋
1883年7月、渡地（わたんじ・現在の那覇港那覇ふ頭・通堂町） - 奥武山（当時は漫湖の中島） - 垣花（現在の那覇軍港あたり）との間に木橋が完成したのが最初の明治橋だといわれている。しかし台風などの天災のたびに流失した。

### 2代目（北明治橋・南明治橋）
1903年5月に那覇区（現在の那覇市）奥武山の御物城（おものぐすく・現在の那覇軍港内）の東側でつなぐ北明治橋と南明治橋がそれぞれ住民から通行料（1人3厘）を徴収する有料橋として完成した。1916年に改修された。しかし沖縄戦で日本軍が上陸する米軍を阻止する目的で南北両橋とも爆破された。
この付近では近くに漫湖と那覇港があるために水上交通が盛んだったが、大正以降、明治橋が改修されると車道の整備が進み、これまでの水上交通に替わって陸上交通が次第に盛んになってきた。
北明治橋
- 東町 - 奥武山御物城
- 全長・180m

南明治橋
- 奥武山御物城 - 垣花
- 全長・90m

通行料金
- 歩行者・1人あたり3厘
- 牛&馬・1頭あたり5厘
- 人力車・6厘
- 駕籠（カゴ&荷車）・1銭

## 戦後

### 3代目（戦後初代）
戦時中爆破された明治橋は戦後、沖縄を統治していた米軍によって建設され1953年10月に戦前の南北明治橋よりやや東側（現在の明治橋と同じ位置）に長さ101m、幅21.1m（片側2車線、計4車線）の鉄筋コンクリート橋で完成した。その後軍用道路1号線（現在の国道58号）と3号線（現在の国道331号）の起点として、1972年の本土復帰後は国道58号、331号と332号（331号と重複）の終点として、本島南部・那覇空港と本島中北部とを結ぶ沖縄の大動脈として発展していった。1970年に1km東に那覇大橋（現在は沖縄県道221号那覇内環状線の一部）が完成するまではこの付近では唯一国場川を横断する橋だった。一方、戦前南明治橋があった所は戦後埋め立てられ、那覇軍港や道路（軍道3号線）が建設された。
1975年の海洋博覧会では輸送確保のためこの区間では4車線（片側2車線）から6車線（片側3車線）に拡幅されたが、明治橋だけは構造上、拡幅ができないため4車線のままとなった。しかし交通量の増大と完成してから30年近くたつ橋の老朽化により、橋を架け替えることになり1984年についに取り壊された。完成する3年もの間、もとの橋の海側に建設された仮橋（4車線）で対応していた。

### 現在（4代目・戦後2代目）
1987年3月に長さ128m、幅31.5m（片側3車線、計6車線）の橋で完成。歩道も広めに確保したほか、街灯も設置された。また国道329号の那覇東バイパス（現在の本線）がすでに計画されていたため、北端部にはあらかじめバイパスと交差する新旭橋の用地や北行き車線には右折帯も確保した。1992年にはそのバイパスも完成し、北端部で接続するようになった。開通後も交通量は年々増大し、国道58号と国道329号本線（現在の国道330号）が接する旭橋交差点の北行きの渋滞は明治橋以南まで列が並ぶことが時々ある。
なお、かつては那覇市街と那覇空港周辺とを結ぶ道路はこの橋のみであったが、西側の海側に那覇空港から明治橋を避け、那覇港を横切る沈埋トンネル（沖縄西海岸道路の那覇西道路）が2011年8月に完成。明治橋を避けて相互通行することが出来るようになった。
1988年以降は、毎年12月第1日曜に行われるNAHAマラソンの実質的なスタート地点となっている。

### 現在の北明治橋
陸上競技場や県立武道館、那覇市営奥武山野球場のある沖縄県営奥武山公園へモノレールから直接アクセスできるようにするため、2003年8月に沖縄都市モノレール（ゆいレール）開通と同時に、明治橋よりやや東側にある壺川駅のある国道329号那覇東バイパスと奥武山公園との間に長さ128m、幅12.4mの歩行者専用道路橋として完成した。これにより、モノレールからもこの橋を渡って、奥武山公園に直接行けるようになった。毎年10月には那覇まつりが同公園を中心に開催されるため、モノレールの乗降客数とともに効果は絶大である。